# Alexandra Sontheimer
Alexandra Sontheimer (Friburg de Brisgòvia, Baden-Württemberg, 15 de juny de 1987) és una ciclista alemanya especialista en la pista.

## Palmarès

### Resultats a laCopa del Món
- 2007-2008
  - 1a a Copenhaguen, en Persecució per equips